# San Francisco Zapotitlán
San Francisco Zapotitlán è un comune del Guatemala facente parte del dipartimento di Suchitepéquez.